# Лоп (Німеччина)
Лоп (нім. Loop) — громада в Німеччині, розташована в землі Шлезвіг-Гольштейн. Входить до складу району Рендсбург-Екернферде. Складова частина об'єднання громад Бордесгольм.
Площа — 8,34 км2. Населення становить 195 ос. (станом на 31 грудня 2020).